# Mortes em março de 2022
Mortes em 2022: ← Janeiro – Fevereiro – Março – Abril – Maio – Junho – Julho – Agosto – Setembro – Outubro – Novembro – Dezembro →
Esta é uma relação de pessoas notáveis que morreram durante o mês março de 2022, listando nome, nacionalidade, ocupação e ano de nascimento.

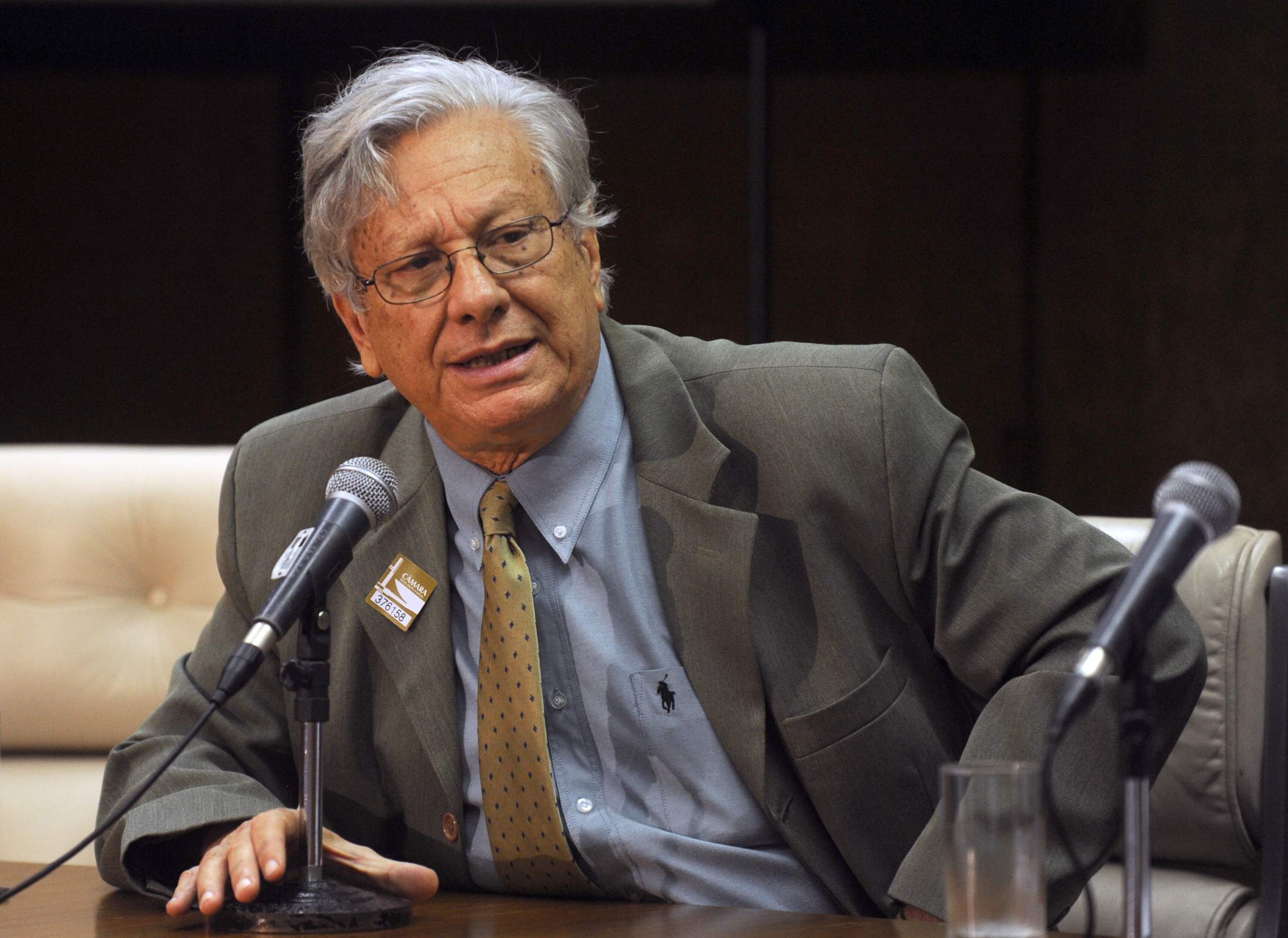
Luiz Pinguelli Rosa, físico brasileiro.

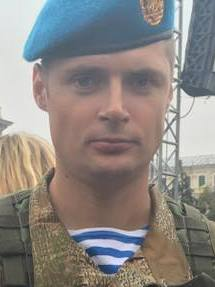
Valeriy Chybineyev, militar ucraniano.

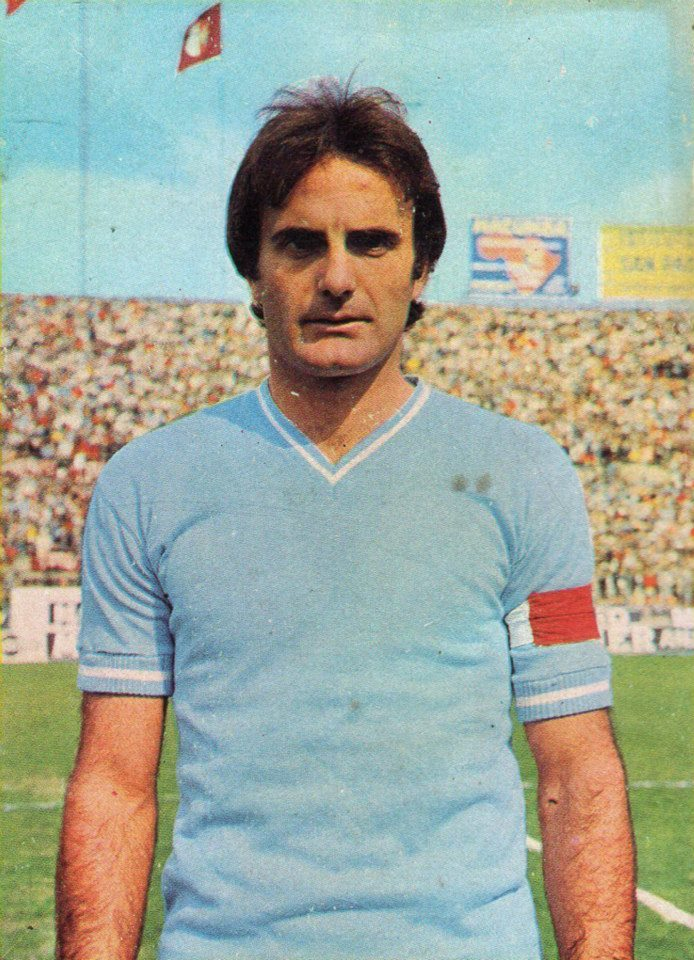
Giuseppe Wilson, futebolista italiano.

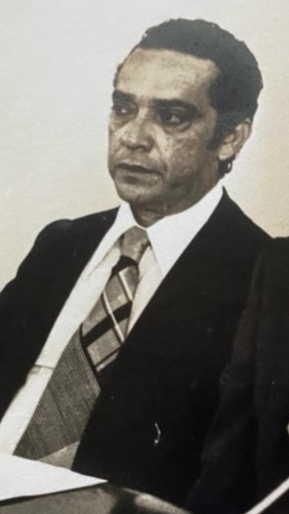
Geraldo Melo, político e empresário brasileiro.

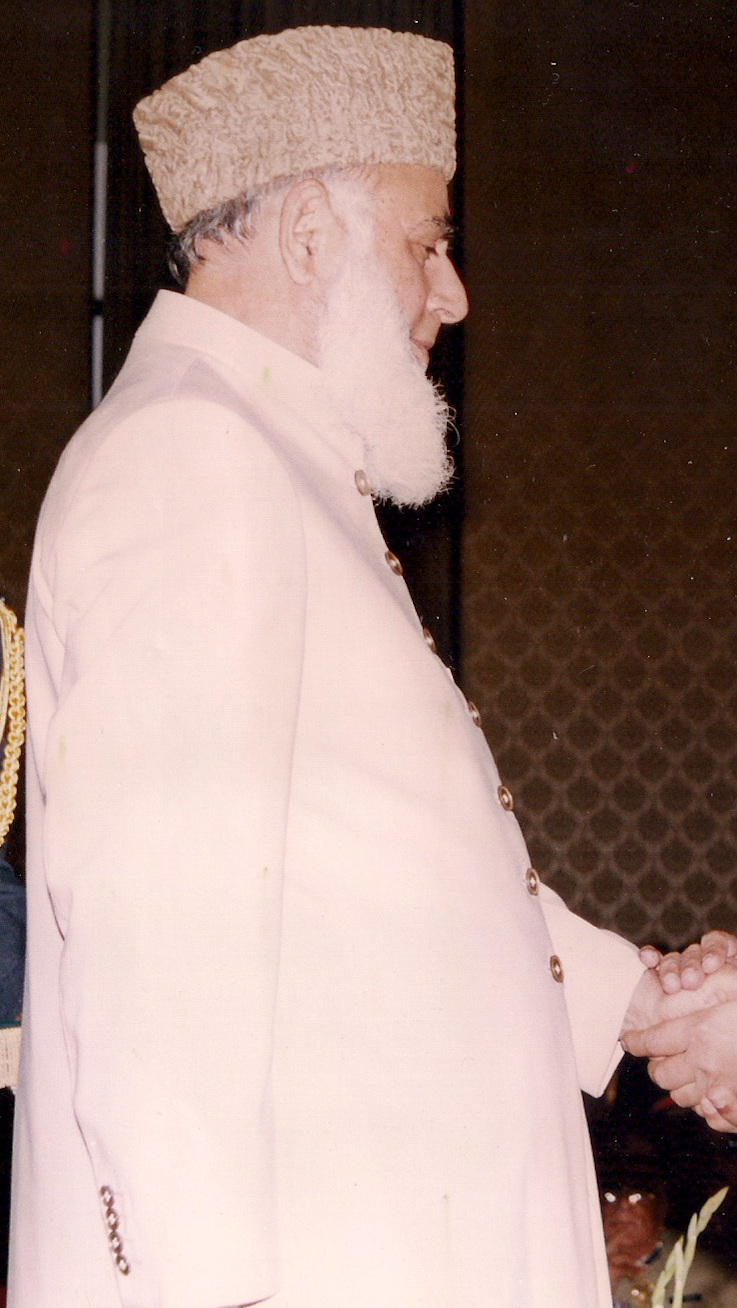
Muhammad Rafiq Tarar, ex-presidente do Paquistão.

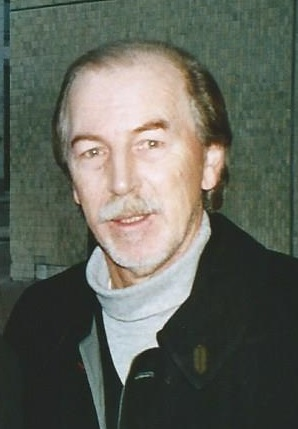
Jürgen Grabowski, futebolista alemão.

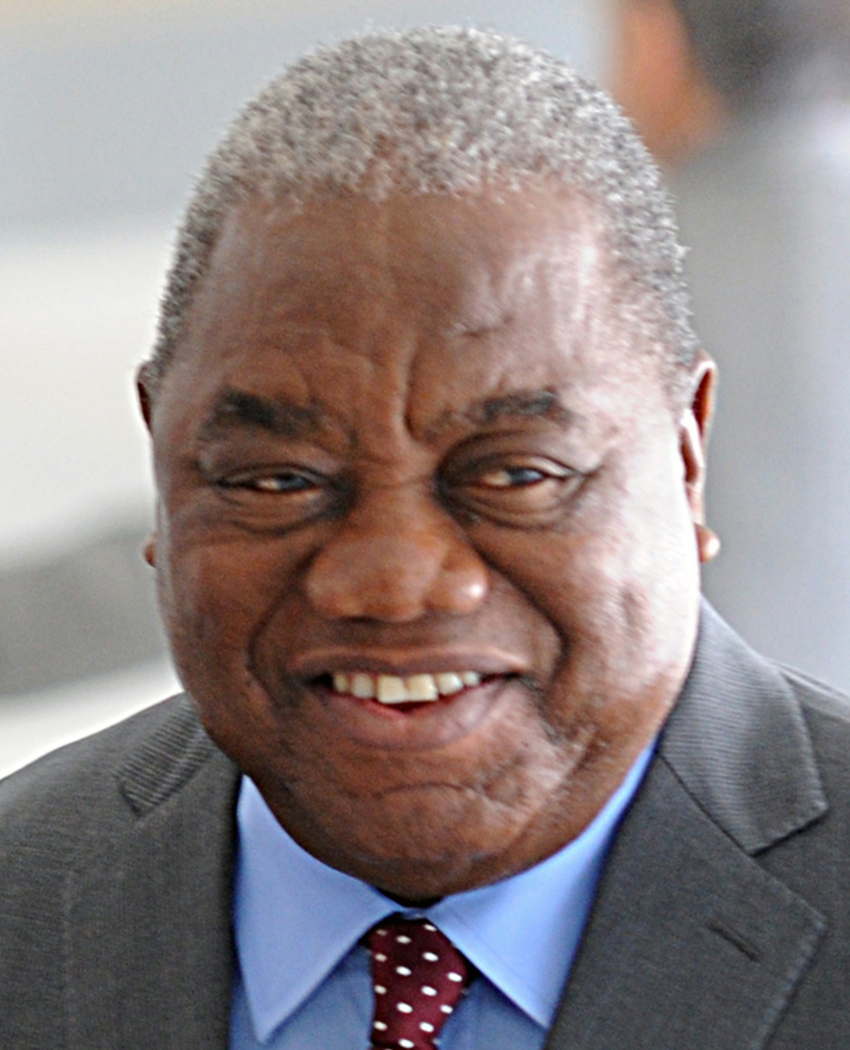
Rupiah Banda, ex-presidente da Zâmbia.

Sandra Cavalcanti, professora e política brasileira.

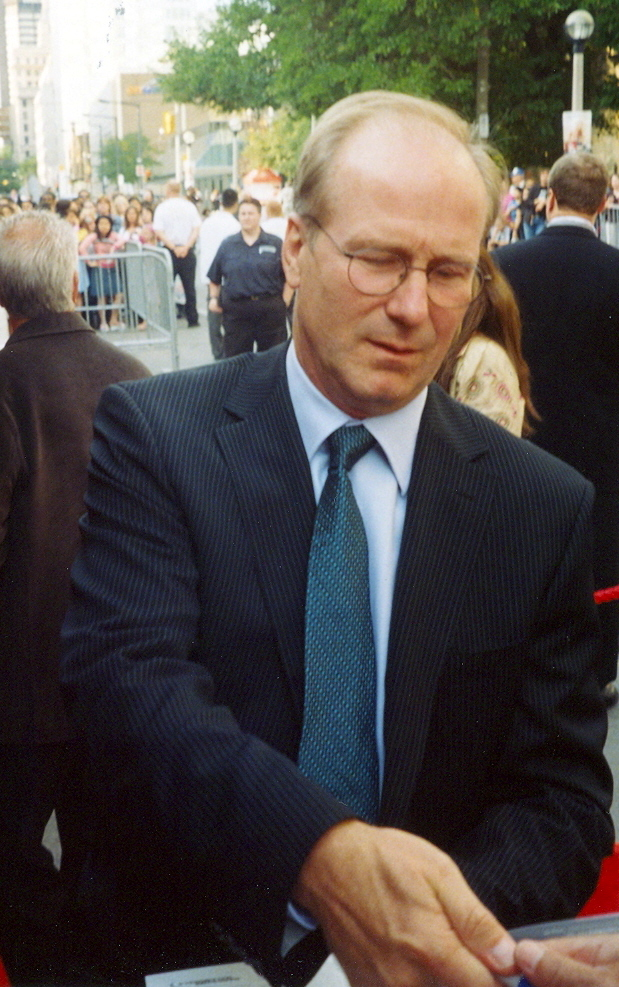
William Hurt, ator estadunidense.

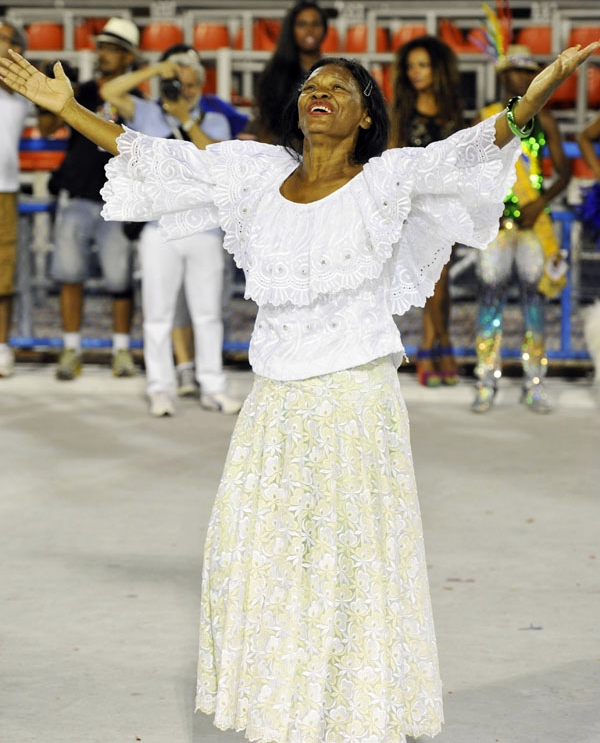
Maria Helena, porta-bandeira brasileira.

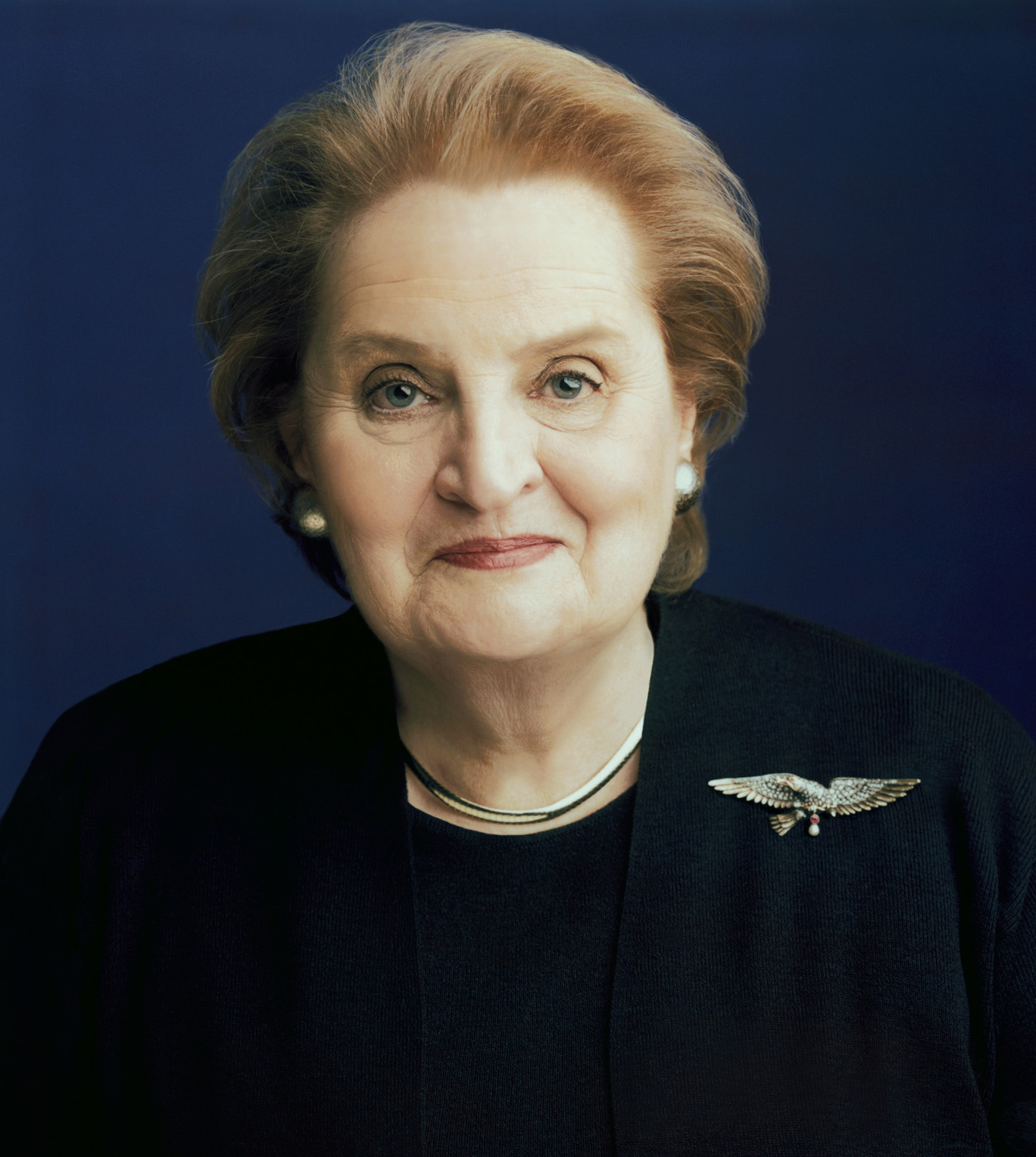
Madeleine Albright, política estadunidense.

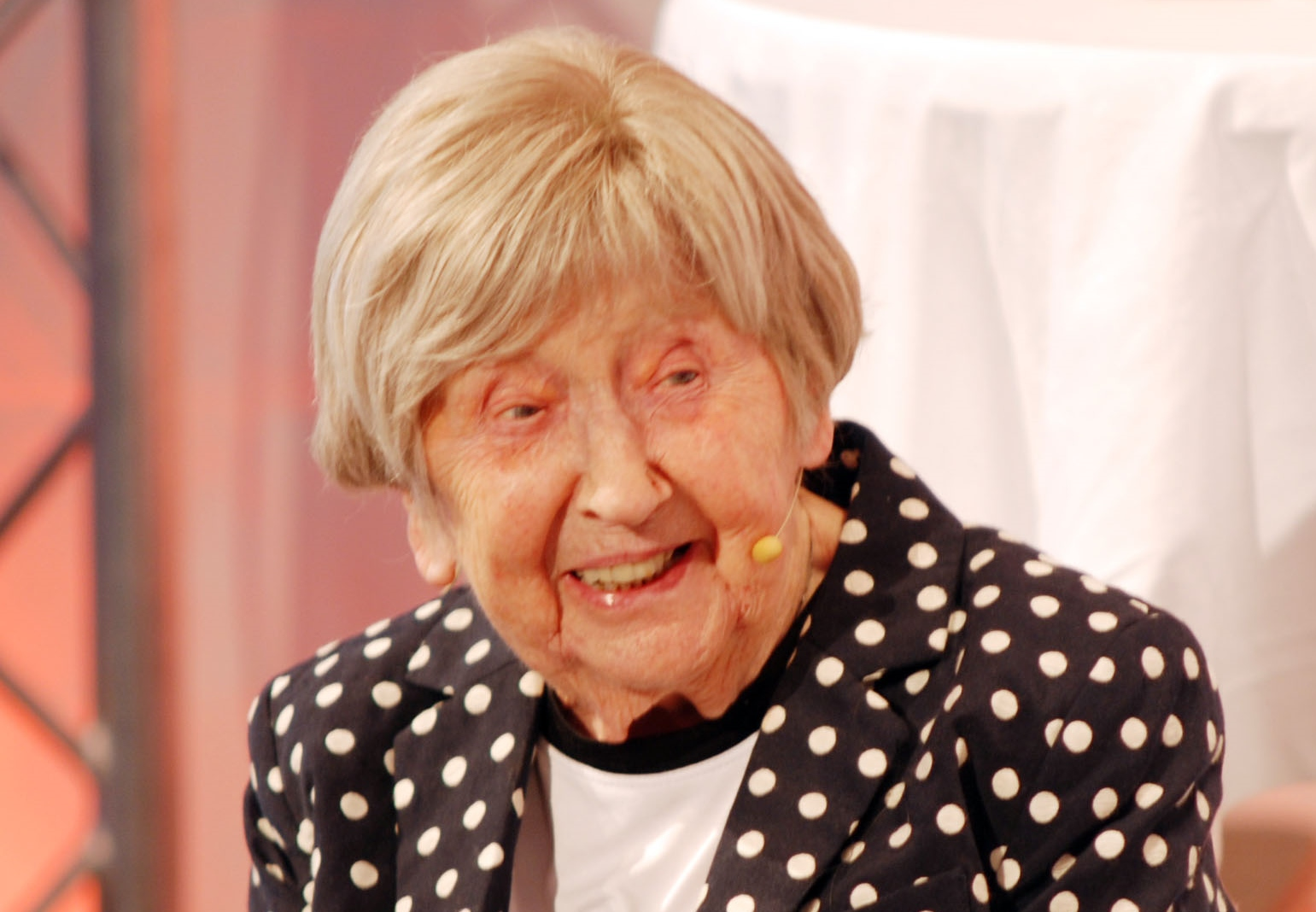
Dagny Carlsson, blogueira e influenciadora sueca.

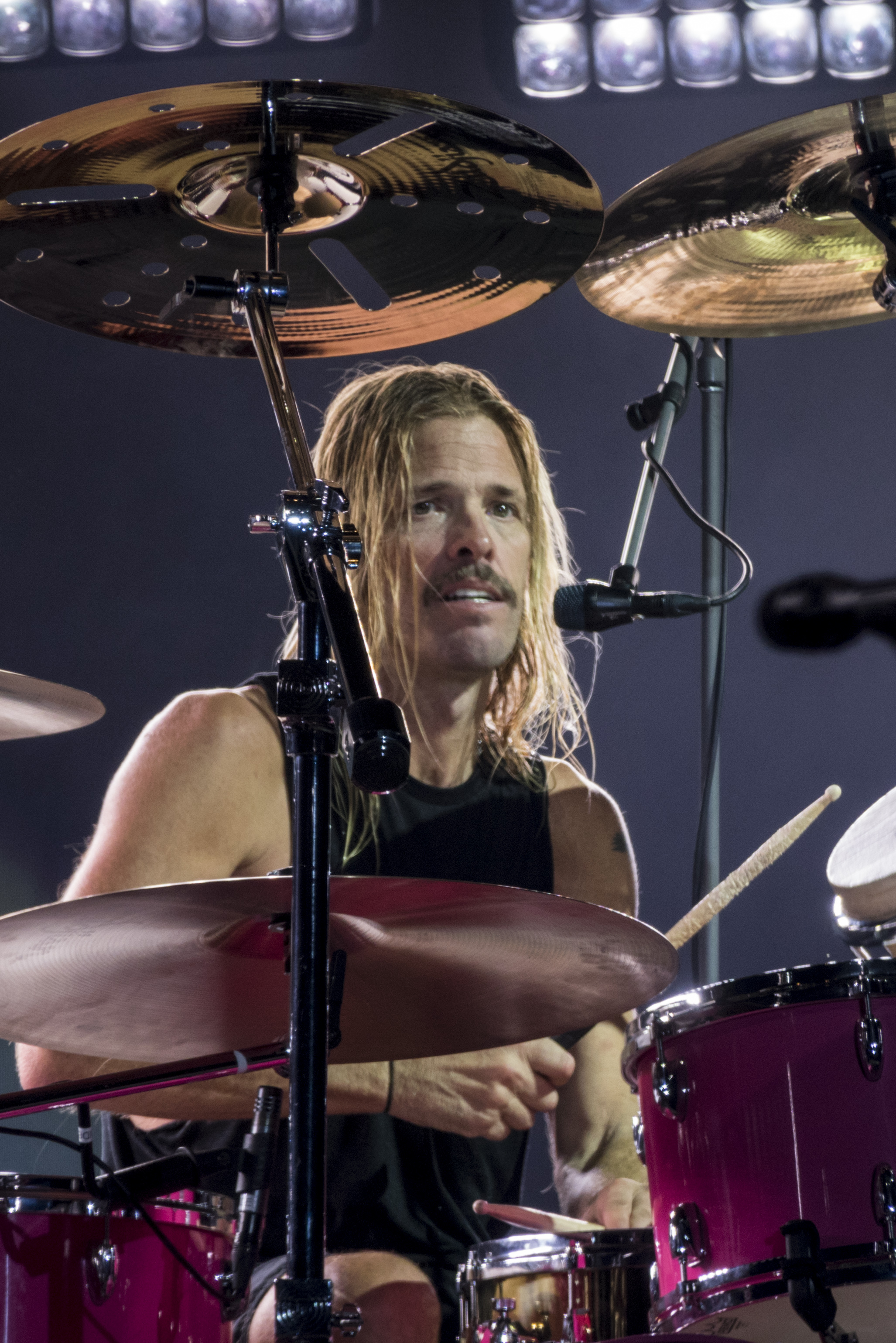
Taylor Hawkins, músico estadunidense.

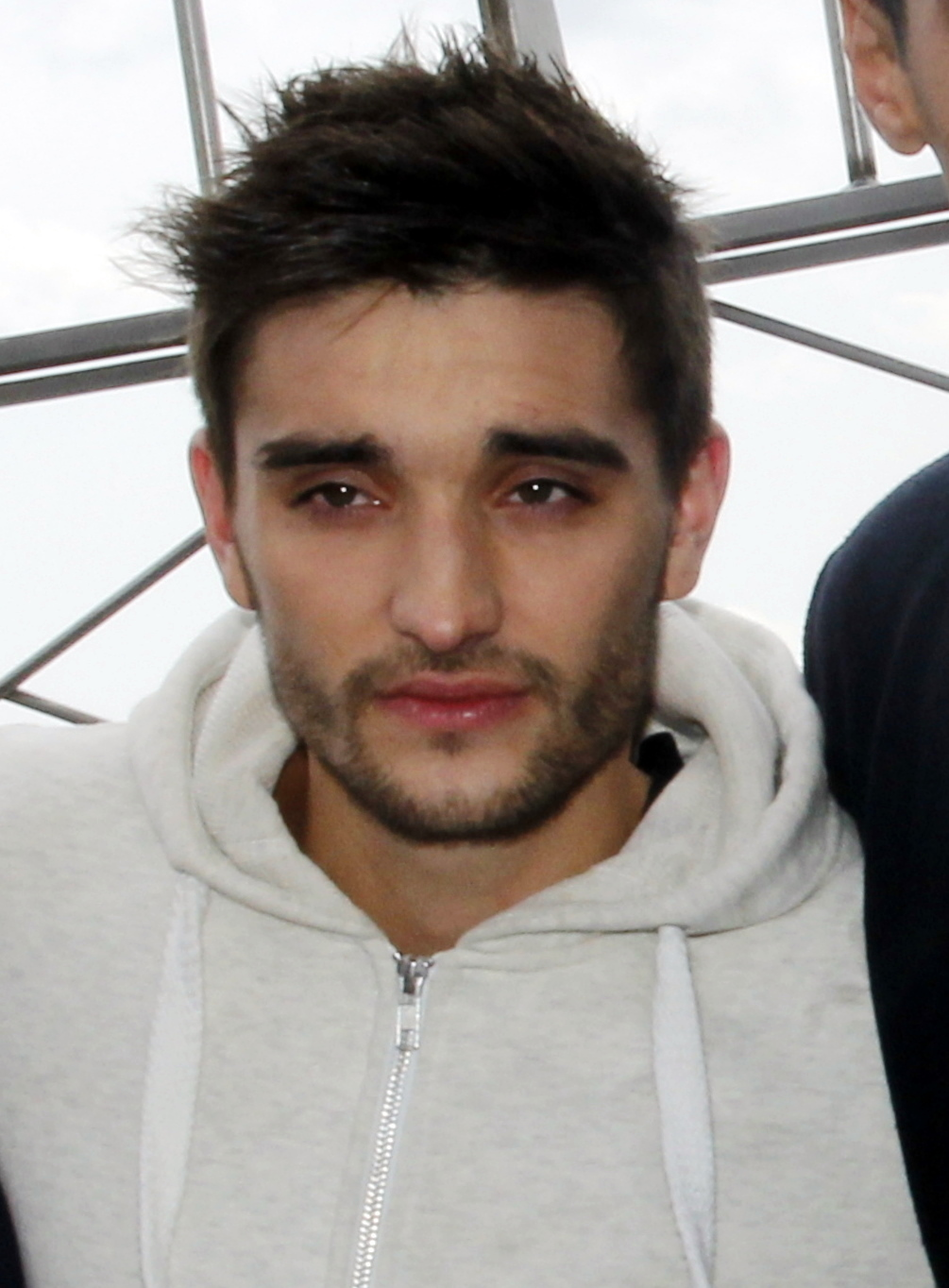
Tom Parker, cantor inglês.

| Dia | Nome                           | Profissão ou motivo de reconhecimento | Nacionalidade               | Nasc. | Ref     |
| --- | ------------------------------ | ------------------------------------- | --------------------------- | ----- | ------- |
| 1   | Jordie Albiston                | Poetisa                               | Austrália                   | 1961  | [ 1 ]   |
| 1   | Yevhen Malyshev                | Biatleta e soldado                    | Ucrânia                     | 2002  | [ 2 ]   |
| 1   | Herbert Kelman                 | Psicólogo                             | Áustria/ Estados Unidos     | 1927  | [ 3 ]   |
| 1   | Johnny Brown                   | Ator e cantor                         | Estados Unidos              | 1937  | [ 4 ]   |
| 2   | Andrey Sukhovetsky             | General                               | Rússia/ União Soviética     | 1974  | [ 5 ]   |
| 2   | Tony Walton                    | Diretor                               | Reino Unido                 | 1934  | [ 6 ]   |
| 2   | Volodymyr Struk                | Político                              | Ucrânia/ União Soviética    | 1964  | [ 7 ]   |
| 2   | Keith Ortego                   | Jogador de futebol americano          | Estados Unidos              | 1963  | [ 8 ]   |
| 3   | Dean Woods                     | Ciclista                              | Austrália                   | 1966  | [ 9 ]   |
| 3   | Luiz Pinguelli Rosa            | Físico                                | Brasil                      | 1942  | [ 10 ]  |
| 3   | Francesca Gargallo             | Escritora                             | México                      | 1956  | [ 11 ]  |
| 3   | Mercúrio da Etiópia            | Prelado                               | Etiópia                     | 1938  | [ 12 ]  |
| 3   | Maryan Wisnieski               | Futebolista                           | França                      | 1937  | [ 13 ]  |
| 3   | Bruce Johnstone                | Automobilista                         | África do Sul               | 1937  | [ 14 ]  |
| 4   | Colin Lewis                    | Ciclista                              | Reino Unido                 | 1942  | [ 15 ]  |
| 4   | Valeriy Chybineyev             | Militar                               | Ucrânia/ União Soviética    | 1988  | [ 16 ]  |
| 5   | Agostino Cacciavillan          | Prelado                               | Itália                      | 1926  | [ 17 ]  |
| 5   | Vladimir Zhoga                 | Soldado                               | Ucrânia/ Rússia             | 1993  | [ 18 ]  |
| 5   | Gladys Moisés                  | Política                              | Argentina                   | 1961  | [ 19 ]  |
| 6   | Giuseppe Wilson                | Futebolista                           | Itália                      | 1945  | [ 20 ]  |
| 6   | Geraldo Melo                   | Empresário e político                 | Brasil                      | 1935  | [ 21 ]  |
| 6   | José de Oliveira Ascensão      | Professor catedrático                 | Portugal                    | 1932  | [ 22 ]  |
| 6   | Lee Pavlo Romanovich           | Ator                                  | Ucrânia/ União Soviética    | 1988  | [ 23 ]  |
| 7   | Muhammad Rafiq Tarar           | Político                              | Paquistão                   | 1929  | [ 24 ]  |
| 7   | Vitaly Gerasimov               | General                               | Rússia/ União Soviética     | 1977  | [ 25 ]  |
| 7   | Héctor Eduardo Vargas Bastidas | Prelado                               | Chile                       | 1951  | [ 26 ]  |
| 7   | Jean Mouchel                   | Político                              | França                      | 1928  | [ 27 ]  |
| 8   | Sergey Mandreko                | Futebolista                           | Tajiquistão/ Rússia         | 1971  | [ 28 ]  |
| 8   | Luiz Cláudio Pereira           | Atleta paraolímpico                   | Brasil                      | 1961  | [ 29 ]  |
| 8   | Grandpa Elliot                 | Músico                                | Estados Unidos              | 1944  | [ 30 ]  |
| 8   | Tomás Boy                      | Futebolista e treinador               | México                      | 1951  | [ 31 ]  |
| 8   | José Samuel Lupi               | Cavaleiro                             | Portugal                    | 1931  | [ 32 ]  |
| 8   | Gyo Obata                      | Arquiteto                             | Estados Unidos              | 1923  | [ 33 ]  |
| 8   | Yulia Zdanovska                | Matemática                            | Ucrânia                     | 2000  | [ 34 ]  |
| 8   | Manuel Ramirez                 | Empresário                            | Portugal                    | 1941  | [ 35 ]  |
| 9   | Justice Christopher            | Futebolista                           | Nigéria                     | 1981  | [ 36 ]  |
| 9   | Burton L. Mack                 | Biblista                              | Estados Unidos              | 1931  | [ 37 ]  |
| 10  | Mario Terán                    | Militar                               | Bolívia                     | 1941  | [ 38 ]  |
| 10  | Jürgen Grabowski               | Futebolista                           | Alemanha                    | 1944  | [ 39 ]  |
| 10  | Yevhen Deidei                  | Político e militar                    | Ucrânia/ União Soviética    | 1987  | [ 40 ]  |
| 10  | John H. Elliott                | Historiador                           | Reino Unido                 | 1930  | [ 41 ]  |
| 11  | João Evangelista Martins Terra | Bispo                                 | Brasil                      | 1925  | [ 42 ]  |
| 11  | Rupiah Banda                   | Político                              | Zâmbia                      | 1937  | [ 43 ]  |
| 11  | Sandra Cavalcanti              | Professora e política                 | Brasil                      | 1925  | [ 44 ]  |
| 11  | Jun Kondo                      | Físico                                | Japão                       | 1936  | [ 45 ]  |
| 11  | Andrei Kolesnikov              | General                               | Rússia/ União Soviética     | 1977  | [ 46 ]  |
| 11  | Orlando Brito                  | Fotojornalista                        | Brasil                      | 1950  | [ 47 ]  |
| 11  | Timmy Thomas                   | Músico                                | Estados Unidos              | 1944  | .       |
| 12  | Sbitov Pavlo Olegovich         | Militar                               | Ucrânia                     | 1994  | [ 49 ]  |
| 12  | Severo Luzardo                 | Carnavalesco                          | Brasil                      | 1962  | [ 50 ]  |
| 12  | Lisete Arelaro                 | Pedagoga, professora e política       | Brasil                      | 1945  | [ 51 ]  |
| 12  | Traci Braxton                  | Cantora                               | Estados Unidos              | 1971  | [ 52 ]  |
| 12  | Alain Krivine                  | Político                              | França                      | 1941  | [ 53 ]  |
| 13  | Brent Renaud                   | Jornalista                            | Estados Unidos              | 1971  | [ 54 ]  |
| 13  | Vic Elford                     | Automobilista                         | Reino Unido                 | 1935  | [ 55 ]  |
| 13  | William Hurt                   | Ator                                  | Estados Unidos              | 1950  | [ 56 ]  |
| 13  | Erhard Busek                   | Político                              | Áustria                     | 1941  | [ 57 ]  |
| 13  | Luiz Paulo Pinto               | Biólogo e ambientalista               | Brasil                      | 1962  | [ 58 ]  |
| 14  | Jorge Silva Melo               | Encenador, dramaturgo, cineasta, ator | Portugal                    | 1948  | [ 59 ]  |
| 14  | Scott Hall                     | Lutador de wrestling                  | Estados Unidos              | 1958  | [ 60 ]  |
| 14  | Charles Greene                 | Atleta                                | Estados Unidos              | 1945  | [ 61 ]  |
| 14  | João Rodrigo                   | Ator                                  | Portugal                    | 1943  | [ 62 ]  |
| 14  | José Eduardo Souza             | Médico                                | Brasil                      | 1934  | [ 63 ]  |
| 14  | Steve Wilhite                  | Cientista da computação               | Estados Unidos              | 1948  | [ 64 ]  |
| 15  | Eugene Parker                  | Astrofísico                           | Estados Unidos              | 1927  | [ 65 ]  |
| 15  | Oleg Mityaev                   | Major-general                         | Rússia/ União Soviética     | 1974  | [ 66 ]  |
| 15  | Cabo Anselmo                   | Militar                               | Brasil                      | 1942  | [ 67 ]  |
| 16  | Kunimitsu Takahashi            | Motociclista                          | Japão                       | 1940  | [ 68 ]  |
| 17  | Messias de Souza Costa         | Político                              | Brasil                      | 1927  | [ 69 ]  |
| 17  | Christopher Alexander          | Arquiteto e matemático                | Áustria/ Reino Unido        | 1936  | [ 70 ]  |
| 17  | Jean-Pierre Demailly           | Matemático                            | França                      | 1957  | [ 71 ]  |
| 18  | Don Young                      | Político                              | Estados Unidos              | 1933  | [ 72 ]  |
| 18  | Joel Hasse Ferreira            | Político                              | Portugal                    | 1944  | [ 73 ]  |
| 18  | Chaim Kanievsky                | Rabino e teólogo                      | Israel                      | 1928  | [ 74 ]  |
| 18  | Borys Romanchenko              | Sobrevivente do Holocausto            | Ucrânia/ União Soviética    | 1926  | [ 75 ]  |
| 19  | Shahabuddin Ahmed              | Político                              | Bangladesh                  | 1930  | [ 76 ]  |
| 20  | Maria Helena                   | Porta-bandeira                        | Brasil                      | 1945  | [ 77 ]  |
| 20  | Gastão Cruz                    | Poeta e escritor                      | Portugal                    | 1941  | [ 78 ]  |
| 20  | Arnaldo Rosa Prata             | Político                              | Brasil                      | 1927  | [ 79 ]  |
| 20  | Reine Wisell                   | Automobilista                         | Suécia                      | 1941  | [ 80 ]  |
| 20  | Chana Malogolowkin-Cohen       | Naturalista e geneticista             | Brasil                      | 1924  | [ 81 ]  |
| 21  | Maria Helena Dá Mesquita       | Professora e crítica de teatro        | Portugal                    | 1933  | [ 82 ]  |
| 22  | Elspeth Howe                   | Baronesa                              | Reino Unido                 | 1932  | [ 83 ]  |
| 22  | Miriam Mirah                   | Cantora                               | Brasil                      | 1953  | [ 84 ]  |
| 23  | Madeleine Albright             | Política                              | Estados Unidos              | 1937  | [ 85 ]  |
| 23  | Edward Johnson III             | Investidor                            | Estados Unidos              | 1930  | [ 86 ]  |
| 23  | Djenane Machado                | Atriz                                 | Brasil                      | 1951  | [ 87 ]  |
| 23  | Anivaldo Vale                  | Servidor público e político           | Brasil                      | 1944  | [ 88 ]  |
| 24  | Antônio Roberto Soares         | Político e escritor                   | Brasil                      | 1942  | [ 89 ]  |
| 24  | Dagny Carlsson                 | Blogueira e influenciadora            | Suécia                      | 1912  | [ 90 ]  |
| 24  | Ladinho                        | Futebolista e treinador               | Brasil                      | 1947  | [ 91 ]  |
| 25  | Gil César Moreira de Abreu     | Engenheiro e político                 | Brasil                      | 1931  | [ 92 ]  |
| 25  | Grace Alele-Williams           | Matemática                            | Nigéria                     | 1932  | [ 93 ]  |
| 25  | Taylor Hawkins                 | Músico                                | Estados Unidos              | 1972  | [ 94 ]  |
| 25  | Yakov Rezantsev                | Militar                               | Rússia/ União Soviética     | 1973  | [ 95 ]  |
| 25  | Luscar                         | Quadrinista                           | Brasil                      | 1948  | [ 96 ]  |
| 26  | Gianni Cavina                  | Ator                                  | Itália                      | 1940  | [ 97 ]  |
| 27  | Titus Buberník                 | Futebolista                           | Eslováquia/ Tchecoslováquia | 1933  | [ 98 ]  |
| 27  | Ayaz Mutallibov                | Político                              | Azerbaijão/ União Soviética | 1938  | [ 99 ]  |
| 28  | Antonios I Naguib              | Prelado                               | Egito                       | 1935  | [ 100 ] |
| 28  | Naci Erdem                     | Futebolista                           | Turquia                     | 1931  | [ 101 ] |
| 28  | Octávio Elísio                 | Político                              | Brasil                      | 1940  | [ 102 ] |
| 28  | Clodomil Orsi                  | Conselheiro vitalício                 | Brasil                      | 1937  | [ 103 ] |
| 29  | Elifas Andreato                | Designer gráfico                      | Brasil                      | 1946  | [ 104 ] |
| 29  | Emídio de Sousa Sancho         | Médico                                | Portugal                    | 1934  | [ 105 ] |
| 29  | Melanie Clark Pullen           | Atriz                                 | Irlanda                     | 1975  | [ 106 ] |
| 29  | Paul Herman                    | Ator                                  | Estados Unidos              | 1946  | [ 107 ] |
| 30  | Tom Parker                     | Cantor                                | Reino Unido                 | 1988  | [ 108 ] |
| 30  | Mathew Cheriankunnel           | Prelado                               | Índia                       | 1930  | [ 109 ] |
| 30  | Fred Markus                    | Ciclista                              | Canadá                      | 1937  | [ 110 ] |
| 30  | Willy Vanden Berghen           | Ciclista                              | Bélgica                     | 1939  | [ 111 ] |
| 30  | Alcino Lázaro da Silva         | Médico                                | Brasil                      | 1936  | [ 112 ] |
| 31  | Rıdvan Bolatlı                 | Futebolista                           | Turquia                     | 1928  | [ 113 ] |
| 31  | Patrick Demarchelier           | Fotógrafo                             | França                      | 1943  | [ 114 ] |
| 31  | Richard Howard                 | Poeta                                 | Estados Unidos              | 1929  | [ 115 ] |
| 31  | Zoltán Friedmanszky            | Futebolista                           | Hungria                     | 1934  | [ 116 ] |
| 31  | Patricia MacLachlan            | Escritora                             | Estados Unidos              | 1938  | [ 117 ] |